# Strachocina
Strachocina is een dorp in de Poolse woiwodschap Subkarpaten. De plaats maakt deel uit van de gemeente Sanok en telt circa 1100 inwoners. In 1591 was Strachocina de geboorteplaats van de Heilige Andreas Bobola.